# Szynych (gromada)
Szynych – dawna gromada, czyli najmniejsza jednostka podziału terytorialnego Polskiej Rzeczypospolitej Ludowej w latach 1954–1972.
Gromady, z gromadzkimi radami narodowymi (GRN) jako organami władzy najniższego stopnia na wsi, funkcjonowały od reformy reorganizującej administrację wiejską przeprowadzonej jesienią 1954 do momentu ich zniesienia z dniem 1 stycznia 1973, tym samym wypierając organizację gminną w latach 1954–1972.
Gromadę Szynych z siedzibą GRN w Szynychu utworzono – jako jedną z 8759 gromad na obszarze Polski – w powiecie grudziądzkim w woj. bydgoskim, na mocy uchwały nr 24/6 WRN w Bydgoszczy z dnia 5 października 1954. W skład jednostki weszło osiedle Pieńki Królewskie z dotychczasowej gromady Rządź ze zniesionej gminy Grudziądz w powiecie grudziądzkim oraz obszary dotychczasowych gromad Szynych, Brankówka, Rozgarty i Sosnówka ze zniesionej gminy Podwiesk w powiecie chełmińskim w tymże województwie. Dla gromady ustalono 17 członków gromadzkiej rady narodowej.
Gromadę zniesiono 1 stycznia 1959, a jej obszar włączono do gromady Ruda w tymże powiecie.